# わらべ
わらべは、テレビ朝日系のバラエティ番組『欽ちゃんのどこまでやるの!』から誕生した高部知子、倉沢淳美、高橋真美の3人から成る企画ユニットである。

## 登場背景
企画立案時、萩本欽一の担当番組、『欽ちゃんのどこまでやるの!』、『欽ドン!』、『欽ちゃんの週刊欽曜日』各番組の視聴率が合計100%を超え、また『欽ドン!』より誕生したイモ欽トリオの『ハイスクールララバイ』が大ヒットしていた。『欽ちゃんのどこまでやるの!』の1982年のリニューアルにあわせて、これまで人形、あるいは子役タレントが担当してきた萩本家の3人の娘たち（のぞみ、かなえ、たまえ）が高校生として成長することになったのをきっかけに、オーディションで選ばれた3人の若手女優によって結成された。元々倉沢淳美は『欽ちゃんの週刊欽曜日』のオーディションに合格していたが、同番組出演者の佐藤B作、小西博之らとのバランスを考えた上で萩本欽一の判断により『欽ちゃんのどこまでやるの!』へ異動、3人娘の1人の役に据えて、後の2人には倉沢と同い年の高部知子、高橋真美の2人を急きょキャスティングした。当時はアイドル全盛期で華やかなアイドルが多くいた中で、素朴な雰囲気を醸し出し、注目を集めた。

## 命名
グループ名の「わらべ」は、萩本欽一が子供を意味する「童（わらべ）」と「笑うべ」をもじって命名したもの。
- 萩本のぞみ　高部知子
- 萩本かなえ　倉沢淳美
- 萩本たまえ　高橋真美

『のぞみ・かなえ・たまえ』のメンバー名は、『希望（のぞみ）・叶え（かなえ）・給え（たまえ）』という語呂合わせになっていたが、後記の事件で語呂合わせが崩れてしまう。

## 歴史
1982年9月、『欽ちゃんのどこまでやるの!』に初出演。同年12月、坂本龍一編曲による最初のシングル「めだかの兄妹」がフォーライフ・レコード（現：フォーライフミュージックエンタテイメント）よりリリースされた。同年10月からもともと番組のエンディングで、就寝するシーンの中で使われていた曲をリリースしたもので、番組の企画物であったことなどもあり、1983年のオリコン年間シングルチャート第3位のロングヒットとなり、番組を放送していたテレビ朝日以外の局の音楽番組にも多数出演した。曲の内容は、『すずめ、こねこ、めだか』が成長したら何になりたいかを歌ったもので、パジャマにちゃんちゃんこの衣装で歌っていた。ただ、このシングルがあまりにも売れすぎたため、これが当時の物品税の課税対象となる歌謡曲扱いか、または非課税となる童謡扱いかで国税庁とレコード会社の主張が対立し、論争となった。
だが1983年6月に、のぞみ役の高部知子の、ベッドの上で喫煙しているとされる写真が写真週刊誌『フォーカス』に掲載された。当初は当面謹慎の後、復帰の予定で、事件直後に高部が番組に電話出演して反省の弁を涙ながらに語り、「めだかの兄妹」を合唱した回は、42％の視聴率を記録した。しかし2か月後に、写真を週刊誌に提供した高部の元彼の自殺により、遺族へ配慮しての番組降板、ユニットからも脱退となってしまう。その後、その出来事は『ニャンニャン事件』と呼ばれ、後年テレビ番組『夕やけニャンニャン』のタイトルに使用された
1983年12月、新たに『かなえ(倉沢淳美)とたまえ(高橋真美)』の2人グループの再出発作として、2枚目のシングル「もしも明日が…。」がリリース。オリコン調べでは前作の「めだかの兄妹」を上回る売上を記録し、同社調べによる1984年の年間シングルチャート第1位となる大ヒット曲となった。
1984年12月、3枚目のシングル「時計をとめて」がリリースされた。オリコン週間最高6位・1985年度年間79位を記録したが、以前ほどの大ヒットとはならなかった。
1985年3月の番組のリニューアルとともにユニットも解散、脱退した高部も含め3人はそれぞれ女優・タレントとして数多くの作品に出演、また歌手としてレコードを出した。

## ディスコグラフィ
すべてフォーライフレコードより発売。

### シングル
それぞれのシングルは、2011年4月13日にMEG-CDよりCD-Rで発売されている。
| 発売日         | 規格 | 規格品番 | 面 | タイトル                          |
| -------------- | ---- | -------- | -- | --------------------------------- |
| 1982年12月21日 | EP   | 7K-85    | A  | めだかの兄妹                      |
| 1982年12月21日 | EP   | 7K-85    | B  | 春風の郵便屋さん                  |
| 1983年12月21日 | EP   | 7K-131   | A  | もしも明日が…。                   |
| 1983年12月21日 | EP   | 7K-131   | B  | 昔、むかしは…                     |
| 1983年12月21日 | EP   | 7K-157   | A  | もしも明日が…。音頭編             |
| 1983年12月21日 | EP   | 7K-157   | B  | もしも明日が…。音頭編（カラオケ） |
| 1984年12月12日 | EP   | 7K-166   | A  | 時計をとめて                      |
| 1984年12月12日 | EP   | 7K-166   | B  | 流れ星メルヘン                    |

### アルバム
| 発売日         | 規格           | 規格品番  | タイトル |
| -------------- | -------------- | --------- | --- |
| 1983年3月5日   | カセットテープ | 28C-30    | のぞみ・かなえ・たまえ めだかの兄妹 A面 1. めだかの兄妹（きょうだい） 2. アニマル・パズル 3. むく犬ビッキー 4. 雨たちの音楽会（コンサート） 5. 恋のパンプキンパイ B面 1. うめぼしの唄 2. フラフラ学園の一年生 3. 僕 4. 「ダイエットはおはやめに」―“たまえの観察日記”より― 5. 春風の郵便屋さん |
| 1984年3月5日   | LP             | 28K-66    | もしも明日が |
| 1984年3月5日   | カセットテープ | 28C-51    | もしも明日が |
| 1995年6月21日  | CD             | FLCF-3581 | もしも明日が |
| 1995年11月17日 | CD             | FLCF-3613 | めだかの兄妹〜わらべ全曲集〜 |

#### オムニバスアルバム
- GOLDEN☆BEST～欽(まるきん)スーパーヒット～（2004年10月20日）-　「もしも明日が」「めだかの兄妹」を収録。2014年1月23日に価格を下げて限定版でも出ている。
- イモ欽トリオ&わらべゴールデン☆ベスト～欽ドン! 欽どこ! ?秘蔵っ子! ! ～（2016年2月24日）-　「もしも明日が」「レンゲ畑でいねむりしたら」「黄色いボタン」「めだかの兄妹」「昔むかしは・・・」「時計をとめて」「ここへおいでよ」「How to 悲しみのクッキング」を収録。

### ビデオ
- 1984年3月10日『もしも明日が／めだかの兄妹』
  - 「めだかの兄妹」「もしも明日が…。」のアニメーション映像（『欽ちゃんのどこまでやるの!』内でも放送されていた）を収録。
  - 定価3480円。当時、日本における大手メーカー販売のビデオソフトの価格としては、史上最低価格であった[4]。

## 現在に与えている影響
『めだかの兄妹』は、現在では保育・育児向けの楽譜集にも掲載されている（例としては2016年にドレミ楽譜出版社から発行の『保育園・幼稚園・レクですぐ使える ウクレレでうたおう!! こどものうた』）。『もしも明日が…。』は一部では教科書にも採用されている。
さくら学院が『めだかの兄妹』をカバーしている。これは、自身が出したCDアルバム『さくら学院 2010年度 〜message〜』（2011年4月27日にトイズファクトリーから発売）の中に収録されている（曲はアレンジされている）。また彼女たちのステージ衣装はパジャマ風のものであったが、当時は奇抜と受け取られていたものの、現在ではAKB48等のアイドルもパジャマ姿で番組に出演するなど影響を受けている。